# Pleopeltis desvauxii
Pleopeltis desvauxii är en stensöteväxtart som först beskrevs av Kl., och fick sitt nu gällande namn av Salino. Pleopeltis desvauxii ingår i släktet Pleopeltis och familjen Polypodiaceae. Inga underarter finns listade.